# Towarzystwo Ubezpieczeń i Reasekuracji „Polisa”
Towarzystwo Ubezpieczeń i Reasekuracji „Polisa” SA – polska firma ubezpieczeniowa działająca w latach 1989–1999. 

## Historia

### Powstanie
Spółka została formalnie zarejestrowana 17 marca 1989, choć posiadała zezwolenie na działalność ubezpieczeniową już od 9 listopada 1988. Początkowo przybrała formę spółdzielni osób prawnych pod nazwą „Spółdzielcze Towarzystwo Ubezpieczeniowo-Reasekuracyjne POLISA”.
Założycielami Towarzystwa byli m.in. Centralny Związek Spółdzielczości Pracy, Związek Studenckich Spółdzielni Pracy, Krajowy Kombinat Spółdzielczy „PRODREM”, Transakcja spółka z o.o., Prezydent Miasta Stołecznego Warszawy a także szereg innych instytucji oraz osób prywatnych.
Zgodnie z ustawą z 28 lipca 1990 w kwietniu 1991 Towarzystwo przekształciło się w spółkę akcyjną i od tej pory nosiło nazwę Towarzystwo Ubezpieczeniowo-Reasekuracyjne POLISA Spółka Akcyjna. Kapitał założycielski spółki był mały – początkowo tylko 600 tys. starych złotych.
Głównymi organizatorami towarzystwa byli tzw. działacze młodzieżowi, którzy w latach 70. rozpoczęli działalność gospodarczą w spółdzielniach studenckich. Do najważniejszych z nich należeli Stanisław Gutek, Marek Binięda, Zygfryd Kielarski i Andrzej Chojnacki. Zygfryd Kielarski był ostatnim prezesem założonej w latach 80. przez młodych działaczy partyjnych spółki „Agrotechnika” (zbankrutowała ona w 1992). Został on następnie pierwszym prezesem TUiR Polisa. Po kilku miesiącach zastąpił go Marek Binięda, a następnie stanowisko to objął i sprawował do końca działania „Polisy” Stanisław Gutek.

### Okres rozwoju
W niedługim czasie spółka stała się trzecim po PZU SA i Warta SA graczem na polskim rynku ubezpieczeniowym. O Polisie stało się jednak głośno w mediach nie tyle ze względów na jej sukcesy ekonomiczne, co z powodu uwikłań politycznych. Przed wyborami prezydenckimi w 1995 roku ujawniono w szczególności iż Jolanta Kwaśniewska (żona ówczesnego kandydata na prezydenta Aleksandra Kwaśniewskiego) i Maria Oleksy (żona ówczesnego premiera Józefa Oleksego) są akcjonariuszami spółki. Byli nimi również m.in. b. sekretarz PZPR Manfred Gorywoda, b. minister finansów w rządzie Mieczysława Rakowskiego Andrzej Wróblewski, b. wicepremier w rządzie Zbigniewa Messnera Zdzisław Sadowski oraz b. I sekretarz PZPR w Radiokomitecie Waldemar Krajewski. Te uwikłania akcjonariuszy w krytycznych wobec lewicy mediach nazywano niekiedy elementami tzw. „czerwonej pajęczyny”.
Jak się także okazało, dynamiczny rozwój Polisy wynikał głównie z faktu, iż była ona zasilana znacznymi kwotami przez agendy rządowe, takie jak Agencję Własności Rolnej Skarbu Państwa, Państwowy Fundusz Rehabilitacji Osób Niepełnosprawnych oraz Polski Fundusz Gwarancyjny (utworzony przez Lesława Podkańskiego – ministra Współpracy z Zagranicą w rządzie Józefa Oleksego). Jak ustalono, instytucje publiczne nabywały akcje „Polisy” po cenach znacznie wyższych niż kupowały je osoby prywatne, m.in. Jolanta Kwaśniewska i Maria Oleksy. Okazało się także, iż Aleksander Kwaśniewski, będąc posłem nie zamieścił informacji o zakupie akcji przez jego żonę w swoim oświadczeniu majątkowym. Jolanta Kwaśniewska w okresie 1994–1995 zakupiła akcje spółki Polisa inwestując ok. 490 mln starych złotych, natomiast Maria Oleksy zainwestowała ponad 136,5 mln starych złotych. Była ona w tym czasie doradcą Polisy.

### Kontrole PUNU i NIK
Sprawa Polisy stała się na tyle głośna, że zajęła się nią Najwyższa Izba Kontroli, stwierdzając m.in. że państwowe instytucje nabywały akcje spółki bez dokonania gruntownych analiz opłacalności, nie pobierając następnie należnych im dywidend, a więc w ten sposób zasilając dodatkowo spółkę.
NIK ocenił krytycznie sposób postępowania Państwowego Urzędu Nadzoru Ubezpieczeń (PUNU) w stosunku do TUiR Polisa S.A. Jak się okazało, urząd nie przeprowadził bowiem dostatecznie wcześnie kontroli w Polisie, pomimo iż posiadał informacje, że dane zawarte w sprawozdaniach mogą przedstawiać jego nieprawdziwą sytuacje finansową oraz że zakład ten prowadzi działalność z naruszeniem prawa. Wprawdzie Urząd podejmował wobec Polisy działania nadzorcze, to jednak stały się one zdecydowane dopiero po przeprowadzeniu w 1998 (z rocznym opóźnieniem w stosunku do planu) pełnej kontroli. Tym niemniej sytuacja spółki była już wówczas na tyle zła, że działania te okazały się nieskuteczne.
W efekcie PUNU skierował do Ministra Finansów wniosek o cofnięcie zezwolenia na prowadzenie działalności. W ocenie NIK, w tym przypadku Urząd nie wypełniał należycie swojego podstawowego obowiązku, czyli skutecznego zapobiegania sytuacjom mogącym doprowadzić do niewypłacalności zakładu ubezpieczeń.

### Problemy finansowe i koniec działalności
Spółka emitowała liczne serie akcji, pobierała składki, oferując relatywnie dobre warunki ubezpieczeń. Na giełdę firma weszła z problemami dopiero w listopadzie 1996. Audytem Polisy zajmowała się wówczas firma Misters Audytor, której współwłaścicielem była Barbara Misterska (następnie wiceminister skarbu w rządzie Millera). Dopiero niezależny audyt firmy Price Waterhouse w 1998 skonkludował, iż Polisa przynosiła poważne straty już od 1995. Od jesieni 1999 zaczęły napływać wnioski o upadłość towarzystwa składane przez osoby nie otrzymujące należnych odszkodowań.
Państwowy Urząd Nadzoru Ubezpieczeń cofnął TUiR Polisa SA zezwolenie na działalność 30 września 1999. 16 lutego 2000 spółka zbankrutowała, a Stanisławowi Gutkowi, jej ostatniemu prezesowi, prokurator postawił zarzut niegospodarności. 28 września 2005 spółka została wykreślona z KRS.